# Aphelia
Aphelia R.Br. é um género botânico pertencente à família Centrolepidaceae.

## Sinônimo
- Brizula Hieron.,

## Espécies
- Aphelia brizula
- Aphelia cyperoides
- Aphelia drummondii
- Aphelia gracilis
- Aphelia nutans
- Aphelia pumilio